# Girolamo Porcia
Girolamo Porcia (Porcia, 1559 – Porcia, 22 agosto 1612) è stato un vescovo cattolico italiano.
Citato nella bibliografia di riferimento in vari modi, tra i quali Girolamo di Porcia, Girolamo Porcìa, o anche con il nome di Gerolamo o Geronimo, ricoprì incarichi politici per conto della Santa Sede, come nei rapporti tra la Repubblica di Venezia, Patriarcato di Aquileia e i territori dell'Austria Interiore, dove fu anche nunzio apostolico, a Graz, tra il 1592 e il 1606, e fu eletto vescovo di Adria, nel 1598, da papa Clemente VIII, incarico che mantenne fino alla sua morte, avvenuta nel 1612.

## Successione apostolica
La successione apostolica è:
- Vescovo Thomas Chrön (1599)